# Remparts du Dorat
Les remparts du Dorat sont les fortifications de la ville du Dorat.

## Le château
Au XIIe siècle, de nombreux pèlerins venus prier près du tombeau de saint Israël et de saint Théobald, décident de s'établir au Dorat. La ville s'agrandit et prend un nouvel essor.
Au-dessus d'elle, sur une petite colline, située au nord-ouest, se trouve le château des comtes de la Marche. Le comte Aldebert III (1115 -1170) le reconstruit et le transforme en place forte.
Une chapelle érigée en l'honneur de saint Georges est accolée à la forteresse. Aldebert IV, souhaitant y faire célébrer le service divin, en fait donation au chapitre du Dorat qui, en 1174, y établit un chapelain.
Le Prince Noir vint en 1369 assiéger le château. Les occupants résistent et ne tombent pas aux mains des assaillants, mais la ville est en partie détruite.
En 1589, Georges de Villequier, vicomte de la Guerche, du parti de la Ligue, s'empare de cette forteresse, espérant devenir le maitre de la ville. Assiégé, il est obligé de se rendre, mais la construction a souffert des différents assauts. Les habitants du Dorat en profitent pour demander sa destruction. 
En 1618, les matériaux provenant de sa démolition ont servi à construire le couvent des récollets, aujourd'hui disparu. Sur le tumulus recouvrant les ruines, on a aménagé un jardin anglais où un cèdre, arbre de la liberté, étend ses frondaisons.

## Les fortifications
Jusqu'au XVe siècle, le Dorat possédait des fortifications en bois composées d'anciennes barrières et clôtures qui connurent au fil des ans bien des vicissitudes. Ainsi, elles furent détruites en 1298 par Hugues XIII, et immédiatement reconstruites  en trois semaines sur ordre de Philippe Le Bel.
Devant la vulnérabilité et la vétusté de ces fortifications, Guillaume L’Hermite, abbé du chapitre du Dorat, décida d’ériger des remparts en dur. Les travaux s'échelonnèrent de 1420 à 1431.
Le lieutenant général Pierre Robert décrit ainsi les nouvelles fortifications : « Cette ville, capitale de la Basse-Marche, contient environ dix-huit cents pas de circuit en son enceinte par le dehors, environnée de fort bonnes murailles, garnie de vingt grosses tours y compris les portaux des quatre portes de la ville et six tours, sans y comprendre l'église Saint-Michel ».
Pendant la Fronde, l'armée des princes et celle du roi traversent le pays et s'affrontent tour à tour, provoquant des dégâts importants. Vers la fin du règne de Louis XIV, les remparts sont en mauvais état.
Dès 1699, les habitants cessent de payer les taxes levées par le chapitre et destinées aux réparations (...un cinquième de chaque pinte de vin vendue au détail et quarante sols par charretée de sel ...). Les tours tombent une à une, le rôle militaire du Dorat s'achève.
Trois des quatre portes ont été rasées: la Porte Saint-Louis, la Porte Bouvière ou de Dinsac, la porte Escornebœuf ou du Château; seule subsiste la Porte Bergère du Dorat.
Les remparts ont croulé du côté oriental, seules subsistent les courtines du côté occidental, flanquées de tours encore détectables, parmi lesquelles figure la tour du Guet. Cette tour qui est, en fait, l'association de deux tours accolées l'une à l'autre, est située à l'endroit où les remparts quittaient le rebord du plateau pour obliquer sur la porte du Château dite Escornebœuf. La plus grosse a 6 m de haut. La plus petite possède un réservoir alimenté par une citerne creusée dans le roc. Ces deux tours ne possèdent pas de système défensif. Toujours dotée de sestrois canonnières, cette tour, la seule subsistante des vingt tours rondes du XVe siècle, est aussi dite Tour Gévardat. La famille de Gévardat a donné plusieurs chanoines au chapitre du Dorat.